# تايرا تورنر
تايرا تورنر (بالإنجليزية: Tyra Turner)‏ (21 يوليو 1976 في الولايات المتحدة - ) هي لاعبة كرة طائرة الولايات المتحدة.

## وصلات خارجية
- تايرا تورنر على موقع الاتحاد الدولي beach volleyball database (الإنجليزية)
- تايرا تورنر على موقع قاعدة بيانات الكرة الطائرة الشاطئية (الإنجليزية)